# سحابی تاریک

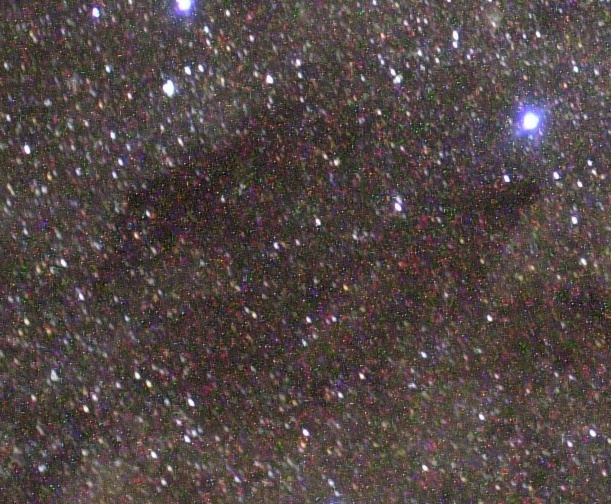
کیسه زغال (Coalsack) یک سحابی تاریک در کنار صورت فلکی صلیب جنوبی

سحابی تاریک یا میغ‌وارهٔ تاریک، ابری از گرد و غبار و گاز است که گازش نور میدان‌های ستارگان یا سحابی‌های تابان پشت سرش را که از این ابر می‌گذرند، جذب می‌کند. سحابی‌های تاریک، که به سحابی‌های جذبی نیز معروفند، هیچ تشعشعی از خود ندارند، ولی ممکن است نورهای جذب‌شده را به شکل امواج رادیویی یا انرژی مادون قرمز دوباره بتابانند. شاید جرم سحابی‌های تاریک چندین هزار بار از جرم خورشید بیشتر باشد. اگر یک سحابی به اندازهٔ کافی جرم داشته باشد، در نقطه‌ای از زمان موادش فشرده شده و تبدیل به ستاره می‌شود. شاید سپس سحابی تاریک با ستارگان جوان گرم حرارت ببیند و به سحابی نشری درخشانی تبدیل شود.
مشاهدات انجام گرفته بر روی دیگر کهکشان‌ها نشان می‌دهد که غبار در بازوان مارپیچ، به ویژه در لبهٔ درونی آن‌ها، تمرکز یافته‌است. افزون‌بر این، غبار در ابرهای مجزا نیز متمرکز شده‌است. این ابرها به صورت نواحی کم‌ستاره، یا سحابی‌های تاریک، در مقابل زمینهٔ کهکشان راه‌شیری دیده می‌شوند. دو نمونه از سحابی‌های تاریک عبارتند از کیسهٔ زغال در آسمان جنوبی و سحابی سر اسب در صورت فلکی جبار. سحابی‌های تاریک گاهی نوارهایی گسترده و مارپیچ می‌سازند، و گاهی ینز به شکل اجسامی کوچک و تقریباً کروی در می‌آیند. اجسام اخیر در مقابل زمینه‌ای روشن، مانند یک سحابی گازی، راحت‌تر دیده می‌شوند. بارت یان بوک این اجسام را گویچه یا گلبول نامید. وی این فرضیه را مطرح کرد که آن‌ها ابرهایی هستند که تازه در حال انقباض به سمت تشکیل ستاره می‌باشند.
خاموشی ایجاد شده توسط یک سحابی تاریک را می‌توان به کمک نمودار ولف توضیح داد و مورد مطالعه قرار داد.